# Lista över fornlämningar i Linköpings kommun (Bankekind)
Lista över fornlämningar i Linköpings kommun (Bankekind) är en förteckning av ett urval av de fornlämningar som finns i Bankekind i Linköpings kommun.
| Namn                         | Lämningstyp                      | Tillkomsttid | Historisk indelning     | Plats | Läge                 | ID-nr          | Bild                                 |
| ---------------------------- | -------------------------------- | ------------ | ----------------------- | ----- | -------------------- | -------------- | ------------------------------------ |
| Bankekind 2:1                | Stensättning                     |              | Bankekind, Östergötland |       | 58.336799, 15.801802 | 10040300020001 | Ladda upp en bild av detta fornminne |
| Bankekind 3:1                | Gravfält                         |              | Bankekind, Östergötland |       | 58.338107, 15.800753 | 10040300030001 | Ladda upp en bild av detta fornminne |
| Bankekind 4:1                | Gravfält                         |              | Bankekind, Östergötland |       | 58.337645, 15.798625 | 10040300040001 | Ladda upp en bild av detta fornminne |
| Bankekind 5:1                | Stensättning                     |              | Bankekind, Östergötland |       | 58.336720, 15.796822 | 10040300050001 | Ladda upp en bild av detta fornminne |
| Bankekind 7:1                | Gravfält                         |              | Bankekind, Östergötland |       | 58.332606, 15.801362 | 10040300070001 | Ladda upp en bild av detta fornminne |
| Bankekind 10:1               | Stensättning                     |              | Bankekind, Östergötland |       | 58.378115, 15.797276 | 10040300100001 | Ladda upp en bild av detta fornminne |
| Bankekind 10:2               | Stensättning                     |              | Bankekind, Östergötland |       | 58.377914, 15.796927 | 10040300100002 | Ladda upp en bild av detta fornminne |
| Bankekind 11:1               | Gravfält                         |              | Bankekind, Östergötland |       | 58.374221, 15.796719 | 10040300110001 | Ladda upp en bild av detta fornminne |
| Bankekind 12:1               | Gravfält                         |              | Bankekind, Östergötland |       | 58.374736, 15.784076 | 10040300120001 | Ladda upp en bild av detta fornminne |
| Bankekind 13:1               | Stensättning                     |              | Bankekind, Östergötland |       | 58.375698, 15.786637 | 10040300130001 | Ladda upp en bild av detta fornminne |
| Bankekind 14:1               | Stensättning                     |              | Bankekind, Östergötland |       | 58.375636, 15.784292 | 10040300140001 | Ladda upp en bild av detta fornminne |
| Bankekind 15:1               | Gravfält                         |              | Bankekind, Östergötland |       | 58.371197, 15.801525 | 10040300150001 | Ladda upp en bild av detta fornminne |
| Bankekind 16:1               | Stensättning                     |              | Bankekind, Östergötland |       | 58.371391, 15.813106 | 10040300160001 | Ladda upp en bild av detta fornminne |
| Bankekind 19:1               | Stensättning                     |              | Bankekind, Östergötland |       | 58.361796, 15.788285 | 10040300190001 | Ladda upp en bild av detta fornminne |
| Bankekind 22:1               | Stensättning                     |              | Bankekind, Östergötland |       | 58.382550, 15.796382 | 10040300220001 | Ladda upp en bild av detta fornminne |
| Bankekind 22:2               | Stensättning                     |              | Bankekind, Östergötland |       | 58.382394, 15.796204 | 10040300220002 | Ladda upp en bild av detta fornminne |
| Bankekind 22:3               | Stensättning                     |              | Bankekind, Östergötland |       | 58.382178, 15.796365 | 10040300220003 | Ladda upp en bild av detta fornminne |
| Bankekind 23:1               | Stensättning                     |              | Bankekind, Östergötland |       | 58.380345, 15.805182 | 10040300230001 | Ladda upp en bild av detta fornminne |
| Bankekind 23:2               | Stensättning                     |              | Bankekind, Östergötland |       | 58.380190, 15.805069 | 10040300230002 | Ladda upp en bild av detta fornminne |
| Bankekind 24:1               | Gravfält                         |              | Bankekind, Östergötland |       | 58.381230, 15.805295 | 10040300240001 | Ladda upp en bild av detta fornminne |
| Bankekind 26:1               | Stensättning                     |              | Bankekind, Östergötland |       | 58.385811, 15.803641 | 10040300260001 | Ladda upp en bild av detta fornminne |
| Bankekind 27:1               | Stensättning                     |              | Bankekind, Östergötland |       | 58.385905, 15.801197 | 10040300270001 | Ladda upp en bild av detta fornminne |
| Bankekind 28:1               | Stensättning                     |              | Bankekind, Östergötland |       | 58.389587, 15.798965 | 10040300280001 | Ladda upp en bild av detta fornminne |
| Bankekind 29:1               | Stensättning                     |              | Bankekind, Östergötland |       | 58.393753, 15.789724 | 10040300290001 | Ladda upp en bild av detta fornminne |
| Bankekind 30:1               | Gravfält                         |              | Bankekind, Östergötland |       | 58.391099, 15.791338 | 10040300300001 | Ladda upp en bild av detta fornminne |
| Bankekind 31:1               | Stensättning                     |              | Bankekind, Östergötland |       | 58.393026, 15.803593 | 10040300310001 | Ladda upp en bild av detta fornminne |
| Bankekind 31:2               | Stensättning                     |              | Bankekind, Östergötland |       | 58.392890, 15.803476 | 10040300310002 | Ladda upp en bild av detta fornminne |
| Bankekind 32:1               | Gravfält                         |              | Bankekind, Östergötland |       | 58.395336, 15.803543 | 10040300320001 | Ladda upp en bild av detta fornminne |
| Bankekind 34:1               | Stensättning                     |              | Bankekind, Östergötland |       | 58.393948, 15.801658 | 10040300340001 | Ladda upp en bild av detta fornminne |
| Bankekind 35:1               | Stensättning                     |              | Bankekind, Östergötland |       | 58.396137, 15.801470 | 10040300350001 | Ladda upp en bild av detta fornminne |
| Bankekind 35:2               | Stensättning                     |              | Bankekind, Östergötland |       | 58.396037, 15.801555 | 10040300350002 | Ladda upp en bild av detta fornminne |
| Bankekind 37:1               | Stensättning                     |              | Bankekind, Östergötland |       | 58.395260, 15.801376 | 10040300370001 | Ladda upp en bild av detta fornminne |
| Bankekind 37:2               | Stensättning                     |              | Bankekind, Östergötland |       | 58.395308, 15.800969 | 10040300370002 | Ladda upp en bild av detta fornminne |
| Bankekind 37:3               | Stensättning                     |              | Bankekind, Östergötland |       | 58.395352, 15.800419 | 10040300370003 | Ladda upp en bild av detta fornminne |
| Bankekind 37:4               | Stensättning                     |              | Bankekind, Östergötland |       | 58.395558, 15.800580 | 10040300370004 | Ladda upp en bild av detta fornminne |
| Bankekind 38:1               | Stensättning                     |              | Bankekind, Östergötland |       | 58.398877, 15.800647 | 10040300380001 | Ladda upp en bild av detta fornminne |
| Bankekind 39:1               | Stensättning                     |              | Bankekind, Östergötland |       | 58.400520, 15.803364 | 10040300390001 | Ladda upp en bild av detta fornminne |
| Bankekind 39:2               | Stensättning                     |              | Bankekind, Östergötland |       | 58.400838, 15.803154 | 10040300390002 | Ladda upp en bild av detta fornminne |
| Bankekind 39:3               | Stensättning                     |              | Bankekind, Östergötland |       | 58.401066, 15.802924 | 10040300390003 | Ladda upp en bild av detta fornminne |
| Bankekind 39:4               | Stensättning                     |              | Bankekind, Östergötland |       | 58.401146, 15.802719 | 10040300390004 | Ladda upp en bild av detta fornminne |
| Bankekind 42:1               | Stensättning                     |              | Bankekind, Östergötland |       | 58.400777, 15.795176 | 10040300420001 | Ladda upp en bild av detta fornminne |
| Bankekind 42:2               | Stensättning                     |              | Bankekind, Östergötland |       | 58.400705, 15.795467 | 10040300420002 | Ladda upp en bild av detta fornminne |
| Bankekind 43:1               | Hög                              |              | Bankekind, Östergötland |       | 58.400306, 15.792633 | 10040300430001 | Ladda upp en bild av detta fornminne |
| Bankekind 43:2               | Stensättning                     |              | Bankekind, Östergötland |       | 58.400398, 15.791966 | 10040300430002 | Ladda upp en bild av detta fornminne |
| Bankekind 43:3               | Stensättning                     |              | Bankekind, Östergötland |       | 58.400152, 15.792083 | 10040300430003 | Ladda upp en bild av detta fornminne |
| Bankekind 44:1               | Gravfält                         |              | Bankekind, Östergötland |       | 58.403063, 15.785335 | 10040300440001 | Ladda upp en bild av detta fornminne |
| Bankekind 45:1               | Stensättning                     |              | Bankekind, Östergötland |       | 58.404637, 15.783918 | 10040300450001 | Ladda upp en bild av detta fornminne |
| Bankekind 46:1               | Gravfält                         |              | Bankekind, Östergötland |       | 58.406140, 15.787926 | 10040300460001 | Ladda upp en bild av detta fornminne |
| Bankekind 50:1               | Stensättning                     |              | Bankekind, Östergötland |       | 58.406014, 15.792598 | 10040300500001 | Ladda upp en bild av detta fornminne |
| Bankekind 50:2               | Stensättning                     |              | Bankekind, Östergötland |       | 58.406029, 15.792317 | 10040300500002 | Ladda upp en bild av detta fornminne |
| Bankekind 50:3               | Stensättning                     |              | Bankekind, Östergötland |       | 58.405812, 15.792041 | 10040300500003 | Ladda upp en bild av detta fornminne |
| Bankekind 51:1               | Gravfält                         |              | Bankekind, Östergötland |       | 58.406398, 15.806090 | 10040300510001 | Ladda upp en bild av detta fornminne |
| Bankekind 52:1               | Stensättning                     |              | Bankekind, Östergötland |       | 58.407440, 15.806218 | 10040300520001 | Ladda upp en bild av detta fornminne |
| Bankekind 52:2               | Stensättning                     |              | Bankekind, Östergötland |       | 58.407603, 15.806586 | 10040300520002 | Ladda upp en bild av detta fornminne |
| Bankekind 53:1               | Stensättning                     |              | Bankekind, Östergötland |       | 58.381489, 15.796836 | 10040300530001 | Ladda upp en bild av detta fornminne |
| Bankekind 54:1               | Stensättning                     |              | Bankekind, Östergötland |       | 58.381517, 15.806656 | 10040300540001 | Ladda upp en bild av detta fornminne |
| Bankekind 54:2               | Stensättning                     |              | Bankekind, Östergötland |       | 58.381868, 15.806474 | 10040300540002 | Ladda upp en bild av detta fornminne |
| Bankekind 54:3               | Stensättning                     |              | Bankekind, Östergötland |       | 58.380994, 15.806669 | 10040300540003 | Ladda upp en bild av detta fornminne |
| Bankekind 55:1               | Stensättning                     |              | Bankekind, Östergötland |       | 58.400020, 15.793893 | 10040300550001 | Ladda upp en bild av detta fornminne |
| Bankekind 56:1               | Stensättning                     |              | Bankekind, Östergötland |       | 58.405494, 15.805641 | 10040300560001 | Ladda upp en bild av detta fornminne |
| Bankekind 57:1               | Stensättning                     |              | Bankekind, Östergötland |       | 58.405057, 15.786974 | 10040300570001 | Ladda upp en bild av detta fornminne |
| Bankekind 58:1               | Stensättning                     |              | Bankekind, Östergötland |       | 58.405314, 15.785944 | 10040300580001 | Ladda upp en bild av detta fornminne |
| Bankekind 59:1               | Stensättning                     |              | Bankekind, Östergötland |       | 58.377168, 15.818441 | 10040300590001 | Ladda upp en bild av detta fornminne |
| Bankekind 61:1               | Gravfält                         |              | Bankekind, Östergötland |       | 58.329292, 15.820884 | 10040300610001 | Ladda upp en bild av detta fornminne |
| Bankekind 62:1               | Stensättning                     |              | Bankekind, Östergötland |       | 58.328797, 15.821717 | 10040300620001 | Ladda upp en bild av detta fornminne |
| Bankekind 62:2               | Stensättning                     |              | Bankekind, Östergötland |       | 58.328676, 15.821682 | 10040300620002 | Ladda upp en bild av detta fornminne |
| Bankekind 62:3               | Stensättning                     |              | Bankekind, Östergötland |       | 58.328723, 15.821877 | 10040300620003 | Ladda upp en bild av detta fornminne |
| Bankekind 63:1               | Stensättning                     |              | Bankekind, Östergötland |       | 58.327289, 15.827763 | 10040300630001 | Ladda upp en bild av detta fornminne |
| Bankekind 64:1               | Stensättning                     |              | Bankekind, Östergötland |       | 58.326707, 15.826205 | 10040300640001 | Ladda upp en bild av detta fornminne |
| Bankekind 65:1               | Stensättning                     |              | Bankekind, Östergötland |       | 58.327990, 15.840153 | 10040300650001 | Ladda upp en bild av detta fornminne |
| Bankekind 66:1               | Stensättning                     |              | Bankekind, Östergötland |       | 58.328672, 15.841661 | 10040300660001 | Ladda upp en bild av detta fornminne |
| Bankekind 66:2               | Stensättning                     |              | Bankekind, Östergötland |       | 58.328569, 15.841713 | 10040300660002 | Ladda upp en bild av detta fornminne |
| Bankekind 66:3               | Stensättning                     |              | Bankekind, Östergötland |       | 58.328459, 15.841805 | 10040300660003 | Ladda upp en bild av detta fornminne |
| Bankekind 67:1               | Stensättning                     |              | Bankekind, Östergötland |       | 58.334034, 15.847764 | 10040300670001 | Ladda upp en bild av detta fornminne |
| Bankekind 70:1               | Stensättning                     |              | Bankekind, Östergötland |       | 58.343292, 15.848360 | 10040300700001 | Ladda upp en bild av detta fornminne |
| Bankekind 70:2               | Stensättning                     |              | Bankekind, Östergötland |       | 58.343402, 15.848046 | 10040300700002 | Ladda upp en bild av detta fornminne |
| Bankekind 71:1               | Stensättning                     |              | Bankekind, Östergötland |       | 58.333777, 15.823631 | 10040300710001 | Ladda upp en bild av detta fornminne |
| Bankekind 73:1               | Stensättning                     |              | Bankekind, Östergötland |       | 58.332488, 15.816492 | 10040300730001 | Ladda upp en bild av detta fornminne |
| Bankekind 73:2               | Stensättning                     |              | Bankekind, Östergötland |       | 58.332243, 15.816471 | 10040300730002 | Ladda upp en bild av detta fornminne |
| Bankekind 73:3               | Stensättning                     |              | Bankekind, Östergötland |       | 58.332205, 15.817055 | 10040300730003 | Ladda upp en bild av detta fornminne |
| Bankekind 74:1               | Stensättning                     |              | Bankekind, Östergötland |       | 58.331882, 15.814608 | 10040300740001 | Ladda upp en bild av detta fornminne |
| Bankekind 75:1               | Stensättning                     |              | Bankekind, Östergötland |       | 58.334496, 15.813186 | 10040300750001 | Ladda upp en bild av detta fornminne |
| Bankekind 76:1               | Stensättning                     |              | Bankekind, Östergötland |       | 58.334860, 15.827903 | 10040300760001 | Ladda upp en bild av detta fornminne |
| Bankekind 79:1               | Stensättning                     |              | Bankekind, Östergötland |       | 58.333774, 15.838169 | 10040300790001 | Ladda upp en bild av detta fornminne |
| Bankekind 79:2               | Stensättning                     |              | Bankekind, Östergötland |       | 58.333909, 15.838195 | 10040300790002 | Ladda upp en bild av detta fornminne |
| Bankekind 80:1               | Stensättning                     |              | Bankekind, Östergötland |       | 58.331520, 15.831734 | 10040300800001 | Ladda upp en bild av detta fornminne |
| Bankekind 80:2               | Stensättning                     |              | Bankekind, Östergötland |       | 58.331362, 15.831689 | 10040300800002 | Ladda upp en bild av detta fornminne |
| Bankekind 80:3               | Stensättning                     |              | Bankekind, Östergötland |       | 58.331362, 15.831511 | 10040300800003 | Ladda upp en bild av detta fornminne |
| Bankekind 82:1               | Gravfält                         |              | Bankekind, Östergötland |       | 58.336679, 15.840992 | 10040300820001 | Ladda upp en bild av detta fornminne |
| Bankekind 86:1               | Stensättning                     |              | Bankekind, Östergötland |       | 58.342420, 15.833678 | 10040300860001 | Ladda upp en bild av detta fornminne |
| Bankekind 88:1               | Stensättning                     |              | Bankekind, Östergötland |       | 58.337159, 15.818098 | 10040300880001 | Ladda upp en bild av detta fornminne |
| Bankekind 89:1               | Stensättning                     |              | Bankekind, Östergötland |       | 58.351562, 15.832037 | 10040300890001 | Ladda upp en bild av detta fornminne |
| Bankekind 90:1               | Stensättning                     |              | Bankekind, Östergötland |       | 58.350028, 15.835299 | 10040300900001 | Ladda upp en bild av detta fornminne |
| Bankekind 91:1               | Stensättning                     |              | Bankekind, Östergötland |       | 58.348151, 15.837418 | 10040300910001 | Ladda upp en bild av detta fornminne |
| Bankekind 91:2               | Stensättning                     |              | Bankekind, Östergötland |       | 58.348420, 15.837202 | 10040300910002 | Ladda upp en bild av detta fornminne |
| Bankekind 92:1               | Stensättning                     |              | Bankekind, Östergötland |       | 58.350674, 15.835897 | 10040300920001 | Ladda upp en bild av detta fornminne |
| Bankekind 92:2               | Stensättning                     |              | Bankekind, Östergötland |       | 58.350686, 15.835591 | 10040300920002 | Ladda upp en bild av detta fornminne |
| Bankekind 93:1               | Stensättning                     |              | Bankekind, Östergötland |       | 58.350282, 15.841834 | 10040300930001 | Ladda upp en bild av detta fornminne |
| Bankekind 94:1               | Stensättning                     |              | Bankekind, Östergötland |       | 58.349966, 15.850530 | 10040300940001 | Ladda upp en bild av detta fornminne |
| Bankekind 94:3               | Stensättning                     |              | Bankekind, Östergötland |       | 58.350138, 15.850435 | 10040300940003 | Ladda upp en bild av detta fornminne |
| Bankekind 94:4               | Stensättning                     |              | Bankekind, Östergötland |       | 58.350021, 15.849798 | 10040300940004 | Ladda upp en bild av detta fornminne |
| Bankekind 95:1               | Stensättning                     |              | Bankekind, Östergötland |       | 58.350569, 15.849113 | 10040300950001 | Ladda upp en bild av detta fornminne |
| Bankekind 96:1               | Stensättning                     |              | Bankekind, Östergötland |       | 58.350616, 15.853091 | 10040300960001 | Ladda upp en bild av detta fornminne |
| Bankekind 96:2               | Stensättning                     |              | Bankekind, Östergötland |       | 58.350361, 15.853130 | 10040300960002 | Ladda upp en bild av detta fornminne |
| Bankekind 96:3               | Stensättning                     |              | Bankekind, Östergötland |       | 58.350334, 15.852734 | 10040300960003 | Ladda upp en bild av detta fornminne |
| Bankekind 96:4               | Stensättning                     |              | Bankekind, Östergötland |       | 58.350262, 15.852378 | 10040300960004 | Ladda upp en bild av detta fornminne |
| Bankekind 97:1               | Stensättning                     |              | Bankekind, Östergötland |       | 58.346956, 15.874362 | 10040300970001 | Ladda upp en bild av detta fornminne |
| Bankekind 97:2               | Stensättning                     |              | Bankekind, Östergötland |       | 58.347048, 15.874196 | 10040300970002 | Ladda upp en bild av detta fornminne |
| Bankekind 98:1               | Stensättning                     |              | Bankekind, Östergötland |       | 58.348603, 15.860997 | 10040300980001 | Ladda upp en bild av detta fornminne |
| Bankekind 98:2               | Stensättning                     |              | Bankekind, Östergötland |       | 58.348327, 15.860952 | 10040300980002 | Ladda upp en bild av detta fornminne |
| Bankekind 98:3               | Stensättning                     |              | Bankekind, Östergötland |       | 58.348816, 15.860323 | 10040300980003 | Ladda upp en bild av detta fornminne |
| Bankekind 98:4               | Stensättning                     |              | Bankekind, Östergötland |       | 58.348658, 15.861185 | 10040300980004 | Ladda upp en bild av detta fornminne |
| Bankekind 99:1               | Gravfält                         |              | Bankekind, Östergötland |       | 58.350030, 15.882534 | 10040300990001 | Ladda upp en bild av detta fornminne |
| Bankekind 100:1              | Gravfält                         |              | Bankekind, Östergötland |       | 58.350817, 15.883314 | 10040301000001 | Ladda upp en bild av detta fornminne |
| Bankekind 103:1              | Gravfält                         |              | Bankekind, Östergötland |       | 58.352575, 15.888806 | 10040301030001 | Ladda upp en bild av detta fornminne |
| Bankekind 104:1              | Stensättning                     |              | Bankekind, Östergötland |       | 58.345281, 15.885201 | 10040301040001 | Ladda upp en bild av detta fornminne |
| Bankekind 104:2              | Stensättning                     |              | Bankekind, Östergötland |       | 58.345202, 15.884539 | 10040301040002 | Ladda upp en bild av detta fornminne |
| Bankekind 105:1              | Stensättning                     |              | Bankekind, Östergötland |       | 58.345606, 15.886026 | 10040301050001 | Ladda upp en bild av detta fornminne |
| Bankekind 105:2              | Stensättning                     |              | Bankekind, Östergötland |       | 58.345686, 15.885581 | 10040301050002 | Ladda upp en bild av detta fornminne |
| Bankekind 106:1              | Stensättning                     |              | Bankekind, Östergötland |       | 58.345388, 15.887457 | 10040301060001 | Ladda upp en bild av detta fornminne |
| Bankekind 106:2              | Stensättning                     |              | Bankekind, Östergötland |       | 58.345507, 15.886691 | 10040301060002 | Ladda upp en bild av detta fornminne |
| Bankekind 106:3              | Stensättning                     |              | Bankekind, Östergötland |       | 58.345728, 15.886670 | 10040301060003 | Ladda upp en bild av detta fornminne |
| Bankekind 107:1              | Stensättning                     |              | Bankekind, Östergötland |       | 58.344783, 15.888355 | 10040301070001 | Ladda upp en bild av detta fornminne |
| Bankekind 109:1              | Gravfält                         |              | Bankekind, Östergötland |       | 58.344767, 15.856334 | 10040301090001 | Ladda upp en bild av detta fornminne |
| Bankekind 110:1              | Stensättning                     |              | Bankekind, Östergötland |       | 58.344312, 15.859262 | 10040301100001 | Ladda upp en bild av detta fornminne |
| Bankekind 111:1              | Stensättning                     |              | Bankekind, Östergötland |       | 58.345080, 15.860287 | 10040301110001 | Ladda upp en bild av detta fornminne |
| Bankekind 111:2              | Stensättning                     |              | Bankekind, Östergötland |       | 58.344789, 15.860516 | 10040301110002 | Ladda upp en bild av detta fornminne |
| Bankekind 111:3              | Stensättning                     |              | Bankekind, Östergötland |       | 58.344692, 15.860965 | 10040301110003 | Ladda upp en bild av detta fornminne |
| Bankekind 112:1              | Stensättning                     |              | Bankekind, Östergötland |       | 58.345859, 15.857542 | 10040301120001 | Ladda upp en bild av detta fornminne |
| Bankekind 112:2              | Stensättning                     |              | Bankekind, Östergötland |       | 58.345716, 15.858378 | 10040301120002 | Ladda upp en bild av detta fornminne |
| Bankekind 113:1              | Stensättning                     |              | Bankekind, Östergötland |       | 58.363992, 15.821664 | 10040301130001 | Ladda upp en bild av detta fornminne |
| Bankekind 113:2              | Stensättning                     |              | Bankekind, Östergötland |       | 58.364227, 15.821617 | 10040301130002 | Ladda upp en bild av detta fornminne |
| Bankekind 113:3              | Stensättning                     |              | Bankekind, Östergötland |       | 58.364465, 15.821334 | 10040301130003 | Ladda upp en bild av detta fornminne |
| Bankekind 115:1              | Stensättning                     |              | Bankekind, Östergötland |       | 58.369457, 15.820867 | 10040301150001 | Ladda upp en bild av detta fornminne |
| Bankekind 116:1              | Hög                              |              | Bankekind, Östergötland |       | 58.370030, 15.820833 | 10040301160001 | Ladda upp en bild av detta fornminne |
| Bankekind 116:2              | Stensättning                     |              | Bankekind, Östergötland |       | 58.369907, 15.820691 | 10040301160002 | Ladda upp en bild av detta fornminne |
| Bankekind 117:1              | Stensättning                     |              | Bankekind, Östergötland |       | 58.364297, 15.834825 | 10040301170001 | Ladda upp en bild av detta fornminne |
| Bankekind 118:1              | Stensättning                     |              | Bankekind, Östergötland |       | 58.364815, 15.834662 | 10040301180001 | Ladda upp en bild av detta fornminne |
| Bankekind 118:3              | Stensättning                     |              | Bankekind, Östergötland |       | 58.365080, 15.833798 | 10040301180003 | Ladda upp en bild av detta fornminne |
| Bankekind 118:4              | Stensättning                     |              | Bankekind, Östergötland |       | 58.364916, 15.833663 | 10040301180004 | Ladda upp en bild av detta fornminne |
| Bankekind 119:1              | Stensättning                     |              | Bankekind, Östergötland |       | 58.364267, 15.832191 | 10040301190001 | Ladda upp en bild av detta fornminne |
| Bankekind 120:1              | Stensättning                     |              | Bankekind, Östergötland |       | 58.361567, 15.837774 | 10040301200001 | Ladda upp en bild av detta fornminne |
| Bankekind 120:2              | Stensättning                     |              | Bankekind, Östergötland |       | 58.361465, 15.837860 | 10040301200002 | Ladda upp en bild av detta fornminne |
| Bankekind 120:3              | Stensättning                     |              | Bankekind, Östergötland |       | 58.361363, 15.837940 | 10040301200003 | Ladda upp en bild av detta fornminne |
| Bankekind 121:1              | Stensättning                     |              | Bankekind, Östergötland |       | 58.360044, 15.839413 | 10040301210001 | Ladda upp en bild av detta fornminne |
| Bankekind 124:1              | Stensättning                     |              | Bankekind, Östergötland |       | 58.354494, 15.850178 | 10040301240001 | Ladda upp en bild av detta fornminne |
| Bankekind 126:1              | Gravfält                         |              | Bankekind, Östergötland |       | 58.356468, 15.864832 | 10040301260001 | Ladda upp en bild av detta fornminne |
| Bankekind 127:1              | Stensättning                     |              | Bankekind, Östergötland |       | 58.357379, 15.864005 | 10040301270001 | Ladda upp en bild av detta fornminne |
| Bankekind 128:1              | Gravfält                         |              | Bankekind, Östergötland |       | 58.356983, 15.863801 | 10040301280001 | Ladda upp en bild av detta fornminne |
| Bankekind 130:1              | Gravfält                         |              | Bankekind, Östergötland |       | 58.360000, 15.857507 | 10040301300001 | Ladda upp en bild av detta fornminne |
| Bankekind 131:1              | Stensättning                     |              | Bankekind, Östergötland |       | 58.358031, 15.850305 | 10040301310001 | Ladda upp en bild av detta fornminne |
| Bankekind 131:2              | Stensättning                     |              | Bankekind, Östergötland |       | 58.358031, 15.850052 | 10040301310002 | Ladda upp en bild av detta fornminne |
| Bankekind 133:1              | Stensättning                     |              | Bankekind, Östergötland |       | 58.364313, 15.837846 | 10040301330001 | Ladda upp en bild av detta fornminne |
| Bankekind 134:1              | Stensättning                     |              | Bankekind, Östergötland |       | 58.361054, 15.841525 | 10040301340001 | Ladda upp en bild av detta fornminne |
| Bankekind 134:2              | Stensättning                     |              | Bankekind, Östergötland |       | 58.361104, 15.841821 | 10040301340002 | Ladda upp en bild av detta fornminne |
| Bankekind 137:1              | Stensättning                     |              | Bankekind, Östergötland |       | 58.378291, 15.828018 | 10040301370001 | Ladda upp en bild av detta fornminne |
| Bankekind 139:1              | Stensättning                     |              | Bankekind, Östergötland |       | 58.378822, 15.832942 | 10040301390001 | Ladda upp en bild av detta fornminne |
| Bankekind 139:2              | Stensättning                     |              | Bankekind, Östergötland |       | 58.378944, 15.832975 | 10040301390002 | Ladda upp en bild av detta fornminne |
| Bankekind 139:3              | Stensättning                     |              | Bankekind, Östergötland |       | 58.379201, 15.832534 | 10040301390003 | Ladda upp en bild av detta fornminne |
| Bankekind 139:4              | Stensättning                     |              | Bankekind, Östergötland |       | 58.379331, 15.832622 | 10040301390004 | Ladda upp en bild av detta fornminne |
| Bankekind 139:5              | Stensättning                     |              | Bankekind, Östergötland |       | 58.379487, 15.833204 | 10040301390005 | Ladda upp en bild av detta fornminne |
| Bankekind 139:6              | Stensättning                     |              | Bankekind, Östergötland |       | 58.379388, 15.833312 | 10040301390006 | Ladda upp en bild av detta fornminne |
| Bankekind 140:1              | Stensättning                     |              | Bankekind, Östergötland |       | 58.379825, 15.833919 | 10040301400001 | Ladda upp en bild av detta fornminne |
| Bankekind 141:1              | Stensättning                     |              | Bankekind, Östergötland |       | 58.380175, 15.835259 | 10040301410001 | Ladda upp en bild av detta fornminne |
| Bankekind 141:2              | Stensättning                     |              | Bankekind, Östergötland |       | 58.380069, 15.835202 | 10040301410002 | Ladda upp en bild av detta fornminne |
| Bankekind 142:1              | Stensättning                     |              | Bankekind, Östergötland |       | 58.381975, 15.824648 | 10040301420001 | Ladda upp en bild av detta fornminne |
| Bankekind 142:2              | Stensättning                     |              | Bankekind, Östergötland |       | 58.381699, 15.824923 | 10040301420002 | Ladda upp en bild av detta fornminne |
| Bankekind 142:3              | Stensättning                     |              | Bankekind, Östergötland |       | 58.381605, 15.825069 | 10040301420003 | Ladda upp en bild av detta fornminne |
| Bankekind 142:4              | Stensättning                     |              | Bankekind, Östergötland |       | 58.381350, 15.825150 | 10040301420004 | Ladda upp en bild av detta fornminne |
| Bankekind 142:5              | Stensättning                     |              | Bankekind, Östergötland |       | 58.381430, 15.826188 | 10040301420005 | Ladda upp en bild av detta fornminne |
| Bankekind 145:1              | Gravfält                         |              | Bankekind, Östergötland |       | 58.382778, 15.822959 | 10040301450001 | Ladda upp en bild av detta fornminne |
| Bankekind 146:1              | Stensättning                     |              | Bankekind, Östergötland |       | 58.383010, 15.820834 | 10040301460001 | Ladda upp en bild av detta fornminne |
| Bankekind 146:2              | Stensättning                     |              | Bankekind, Östergötland |       | 58.383147, 15.820853 | 10040301460002 | Ladda upp en bild av detta fornminne |
| Bankekind 147:1              | Stensättning                     |              | Bankekind, Östergötland |       | 58.383917, 15.821191 | 10040301470001 | Ladda upp en bild av detta fornminne |
| Bankekind 149:1              | Gravfält                         |              | Bankekind, Östergötland |       | 58.383988, 15.813555 | 10040301490001 | Ladda upp en bild av detta fornminne |
| Bankekind 150:1              | Gravfält                         |              | Bankekind, Östergötland |       | 58.385798, 15.833325 | 10040301500001 | Ladda upp en bild av detta fornminne |
| Bankekind 151:1              | Gravfält                         |              | Bankekind, Östergötland |       | 58.389824, 15.834294 | 10040301510001 | Ladda upp en bild av detta fornminne |
| Bankekind 152:1              | Stensättning                     |              | Bankekind, Östergötland |       | 58.390213, 15.838123 | 10040301520001 | Ladda upp en bild av detta fornminne |
| Bankekind 152:2              | Stensättning                     |              | Bankekind, Östergötland |       | 58.390104, 15.838224 | 10040301520002 | Ladda upp en bild av detta fornminne |
| Bankekind 152:3              | Stensättning                     |              | Bankekind, Östergötland |       | 58.389896, 15.838158 | 10040301520003 | Ladda upp en bild av detta fornminne |
| Bankekind 153:1              | Stensättning                     |              | Bankekind, Östergötland |       | 58.401039, 15.826378 | 10040301530001 | Ladda upp en bild av detta fornminne |
| Bankekind 154:1              | Stensättning                     |              | Bankekind, Östergötland |       | 58.404559, 15.822736 | 10040301540001 | Ladda upp en bild av detta fornminne |
| Bankekind 155:1              | Stensättning                     |              | Bankekind, Östergötland |       | 58.408249, 15.812443 | 10040301550001 | Ladda upp en bild av detta fornminne |
| Bankekind 155:2              | Stensättning                     |              | Bankekind, Östergötland |       | 58.408612, 15.812797 | 10040301550002 | Ladda upp en bild av detta fornminne |
| Bankekind 156:1              | Stensättning                     |              | Bankekind, Östergötland |       | 58.393130, 15.808314 | 10040301560001 | Ladda upp en bild av detta fornminne |
| Bankekind 157:1              | Stensättning                     |              | Bankekind, Östergötland |       | 58.397824, 15.809778 | 10040301570001 | Ladda upp en bild av detta fornminne |
| Bankekind 158:1              | Stensättning                     |              | Bankekind, Östergötland |       | 58.380878, 15.841528 | 10040301580001 | Ladda upp en bild av detta fornminne |
| Bankekind 159:1              | Gravfält                         |              | Bankekind, Östergötland |       | 58.385306, 15.842306 | 10040301590001 | Ladda upp en bild av detta fornminne |
| Bankekind 160:1              | Stensättning                     |              | Bankekind, Östergötland |       | 58.383667, 15.843635 | 10040301600001 | Ladda upp en bild av detta fornminne |
| Bankekind 160:2              | Stensättning                     |              | Bankekind, Östergötland |       | 58.383487, 15.843904 | 10040301600002 | Ladda upp en bild av detta fornminne |
| Bankekind 160:3              | Stensättning                     |              | Bankekind, Östergötland |       | 58.383316, 15.844535 | 10040301600003 | Ladda upp en bild av detta fornminne |
| Bankekind 162:1              | Stensättning                     |              | Bankekind, Östergötland |       | 58.385002, 15.880955 | 10040301620001 | Ladda upp en bild av detta fornminne |
| Bankekind 162:2              | Stensättning                     |              | Bankekind, Östergötland |       | 58.384742, 15.880421 | 10040301620002 | Ladda upp en bild av detta fornminne |
| Bankekind 163:1              | Stensättning                     |              | Bankekind, Östergötland |       | 58.387163, 15.878520 | 10040301630001 | Ladda upp en bild av detta fornminne |
| Bankekind 164:1              | Gravfält                         |              | Bankekind, Östergötland |       | 58.385727, 15.877685 | 10040301640001 | Ladda upp en bild av detta fornminne |
| Bankekind 165:1              | Stensättning                     |              | Bankekind, Östergötland |       | 58.384936, 15.878528 | 10040301650001 | Ladda upp en bild av detta fornminne |
| Tjuvberget (Bankekind 169:1) | Fornborg                         |              | Bankekind, Östergötland |       | 58.369868, 15.854799 | 10040301690001 | Ladda upp en bild av detta fornminne |
| Bankekind 173:1              | Stensättning                     |              | Bankekind, Östergötland |       | 58.355044, 15.884711 | 10040301730001 | Ladda upp en bild av detta fornminne |
| Bankekind 174:1              | Stensättning                     |              | Bankekind, Östergötland |       | 58.356220, 15.891411 | 10040301740001 | Ladda upp en bild av detta fornminne |
| Bankekind 176:1              | Stensättning                     |              | Bankekind, Östergötland |       | 58.355284, 15.894735 | 10040301760001 | Ladda upp en bild av detta fornminne |
| Bankekind 176:2              | Stensättning                     |              | Bankekind, Östergötland |       | 58.355405, 15.894466 | 10040301760002 | Ladda upp en bild av detta fornminne |
| Bankekind 176:3              | Stensättning                     |              | Bankekind, Östergötland |       | 58.355141, 15.895066 | 10040301760003 | Ladda upp en bild av detta fornminne |
| Bankekind 177:1              | Stensättning                     |              | Bankekind, Östergötland |       | 58.354944, 15.897475 | 10040301770001 | Ladda upp en bild av detta fornminne |
| Bankekind 178:1              | Stensättning                     |              | Bankekind, Östergötland |       | 58.355848, 15.895345 | 10040301780001 | Ladda upp en bild av detta fornminne |
| Bankekind 181:1              | Stensättning                     |              | Bankekind, Östergötland |       | 58.354843, 15.904933 | 10040301810001 | Ladda upp en bild av detta fornminne |
| Bankekind 181:2              | Stensättning                     |              | Bankekind, Östergötland |       | 58.355278, 15.904883 | 10040301810002 | Ladda upp en bild av detta fornminne |
| Bankekind 182:1              | Stensättning                     |              | Bankekind, Östergötland |       | 58.354938, 15.904138 | 10040301820001 | Ladda upp en bild av detta fornminne |
| Bankekind 183:1              | Stensättning                     |              | Bankekind, Östergötland |       | 58.355208, 15.901959 | 10040301830001 | Ladda upp en bild av detta fornminne |
| Bankekind 185:1              | Grav- och boplatsområde          |              | Bankekind, Östergötland |       | 58.353725, 15.906981 | 10040301850001 | Ladda upp en bild av detta fornminne |
| Bankekind 189:1              | Röse                             |              | Bankekind, Östergötland |       | 58.350164, 15.900637 | 10040301890001 | Ladda upp en bild av detta fornminne |
| Bankekind 189:2              | Stensättning                     |              | Bankekind, Östergötland |       | 58.350388, 15.900742 | 10040301890002 | Ladda upp en bild av detta fornminne |
| Bankekind 191:1              | Stensättning                     |              | Bankekind, Östergötland |       | 58.351852, 15.897040 | 10040301910001 | Ladda upp en bild av detta fornminne |
| Bankekind 191:3              | Grav markerad av sten/block      |              | Bankekind, Östergötland |       | 58.352053, 15.896728 | 10040301910003 | Ladda upp en bild av detta fornminne |
| Bankekind 191:4              | Stensättning                     |              | Bankekind, Östergötland |       | 58.351900, 15.896694 | 10040301910004 | Ladda upp en bild av detta fornminne |
| Bankekind 192:1              | Stensättning                     |              | Bankekind, Östergötland |       | 58.350946, 15.895144 | 10040301920001 | Ladda upp en bild av detta fornminne |
| Bankekind 193:1              | Stensättning                     |              | Bankekind, Östergötland |       | 58.330687, 15.821363 | 10040301930001 | Ladda upp en bild av detta fornminne |
| Bankekind 195:1              | Stensättning                     |              | Bankekind, Östergötland |       | 58.338523, 15.839419 | 10040301950001 | Ladda upp en bild av detta fornminne |
| Bankekind 195:2              | Stensättning                     |              | Bankekind, Östergötland |       | 58.338390, 15.839925 | 10040301950002 | Ladda upp en bild av detta fornminne |
| Bankekind 196:1              | Gravfält                         |              | Bankekind, Östergötland |       | 58.333396, 15.838829 | 10040301960001 | Ladda upp en bild av detta fornminne |
| Bankekind 198:1              | Stensättning                     |              | Bankekind, Östergötland |       | 58.332958, 15.840274 | 10040301980001 | Ladda upp en bild av detta fornminne |
| Bankekind 198:2              | Stensättning                     |              | Bankekind, Östergötland |       | 58.332523, 15.839969 | 10040301980002 | Ladda upp en bild av detta fornminne |
| Bankekind 198:3              | Stensättning                     |              | Bankekind, Östergötland |       | 58.332510, 15.839786 | 10040301980003 | Ladda upp en bild av detta fornminne |
| Bankekind 199:1              | Stensättning                     |              | Bankekind, Östergötland |       | 58.333057, 15.842281 | 10040301990001 | Ladda upp en bild av detta fornminne |
| Bankekind 201:1              | Gravfält                         |              | Bankekind, Östergötland |       | 58.341250, 15.859307 | 10040302010001 | Ladda upp en bild av detta fornminne |
| Bankekind 203:1              | Stensättning                     |              | Bankekind, Östergötland |       | 58.342151, 15.864874 | 10040302030001 | Ladda upp en bild av detta fornminne |
| Bankekind 205:1              | Gravfält                         |              | Bankekind, Östergötland |       | 58.363499, 15.843114 | 10040302050001 | Ladda upp en bild av detta fornminne |
| Bankekind 206:1              | Fornborg                         |              | Bankekind, Östergötland |       | 58.350168, 15.894257 | 10040302060001 | Ladda upp en bild av detta fornminne |
| Bankekind 207:1              | Grav- och boplatsområde          |              | Bankekind, Östergötland |       | 58.350954, 15.900011 | 10040302070001 | Ladda upp en bild av detta fornminne |
| Bankekind 207:7              | Grav markerad av sten/block      |              | Bankekind, Östergötland |       | 58.351301, 15.902689 | 10040302070007 | Ladda upp en bild av detta fornminne |
| Bankekind 209:1              | Stensättning                     |              | Bankekind, Östergötland |       | 58.356697, 15.897255 | 10040302090001 | Ladda upp en bild av detta fornminne |
| Bankekind 209:2              | Grav markerad av sten/block      |              | Bankekind, Östergötland |       | 58.356668, 15.897891 | 10040302090002 | Ladda upp en bild av detta fornminne |
| Bankekind 209:3              | Stensättning                     |              | Bankekind, Östergötland |       | 58.356597, 15.898689 | 10040302090003 | Ladda upp en bild av detta fornminne |
| Pukebacke (Bankekind 210:1)  | Fornborg                         |              | Bankekind, Östergötland |       | 58.341354, 15.922853 | 10040302100001 | Ladda upp en bild av detta fornminne |
| Bankekind 211:1              | Gravfält                         |              | Bankekind, Östergötland |       | 58.403905, 15.783552 | 10040302110001 | Ladda upp en bild av detta fornminne |
| Bankekind 214:1              | Stensättning                     |              | Bankekind, Östergötland |       | 58.399012, 15.799217 | 10040302140001 | Ladda upp en bild av detta fornminne |
| Bankekind 215:1              | Stensättning                     |              | Bankekind, Östergötland |       | 58.380124, 15.799008 | 10040302150001 | Ladda upp en bild av detta fornminne |
| Bankekind 215:2              | Stensättning                     |              | Bankekind, Östergötland |       | 58.379931, 15.798818 | 10040302150002 | Ladda upp en bild av detta fornminne |
| Bankekind 223:2              | Husgrund, förhistorisk/medeltida |              | Bankekind, Östergötland |       | 58.332270, 15.838617 | 10040302230002 | Ladda upp en bild av detta fornminne |
| Bankekind 224:1              | Stensättning                     |              | Bankekind, Östergötland |       | 58.335848, 15.842409 | 10040302240001 | Ladda upp en bild av detta fornminne |
| Bankekind 224:2              | Stensättning                     |              | Bankekind, Östergötland |       | 58.335619, 15.842677 | 10040302240002 | Ladda upp en bild av detta fornminne |
| Bankekind 224:3              | Stensättning                     |              | Bankekind, Östergötland |       | 58.335183, 15.842306 | 10040302240003 | Ladda upp en bild av detta fornminne |
| Bankekind 224:4              | Stensättning                     |              | Bankekind, Östergötland |       | 58.335277, 15.841961 | 10040302240004 | Ladda upp en bild av detta fornminne |
| Bankekind 224:5              | Stensättning                     |              | Bankekind, Östergötland |       | 58.335418, 15.841757 | 10040302240005 | Ladda upp en bild av detta fornminne |
| Bankekind 246:1              | Stensättning                     |              | Bankekind, Östergötland |       | 58.408580, 15.811075 | 10040302460001 | Ladda upp en bild av detta fornminne |
| Bankekind 253:1              | Stensättning                     |              | Bankekind, Östergötland |       | 58.383482, 15.822731 | 10040302530001 | Ladda upp en bild av detta fornminne |
| Bankekind 256:2              | Husgrund, förhistorisk/medeltida |              | Bankekind, Östergötland |       | 58.386744, 15.810096 | 10040302560002 | Ladda upp en bild av detta fornminne |
| Bankekind 257:1              | Stensättning                     |              | Bankekind, Östergötland |       | 58.379966, 15.821041 | 10040302570001 | Ladda upp en bild av detta fornminne |
| Bankekind 257:2              | Stensättning                     |              | Bankekind, Östergötland |       | 58.380065, 15.821078 | 10040302570002 | Ladda upp en bild av detta fornminne |
| Bankekind 258:1              | Stensättning                     |              | Bankekind, Östergötland |       | 58.379120, 15.842129 | 10040302580001 | Ladda upp en bild av detta fornminne |
| Bankekind 259:1              | Stensättning                     |              | Bankekind, Östergötland |       | 58.379694, 15.844266 | 10040302590001 | Ladda upp en bild av detta fornminne |
| Bankekind 260:1              | Stensättning                     |              | Bankekind, Östergötland |       | 58.385534, 15.834955 | 10040302600001 | Ladda upp en bild av detta fornminne |
| Bankekind 267:1              | Stensättning                     |              | Bankekind, Östergötland |       | 58.355791, 15.899464 | 10040302670001 | Ladda upp en bild av detta fornminne |
| Bankekind 271:1              | Stensättning                     |              | Bankekind, Östergötland |       | 58.346256, 15.884975 | 10040302710001 | Ladda upp en bild av detta fornminne |
| Bankekind 273:1              | Stensättning                     |              | Bankekind, Östergötland |       | 58.343842, 15.834801 | 10040302730001 | Ladda upp en bild av detta fornminne |
| Bankekind 273:2              | Stensättning                     |              | Bankekind, Östergötland |       | 58.343788, 15.834938 | 10040302730002 | Ladda upp en bild av detta fornminne |
| Bankekind 276:1              | Stensättning                     |              | Bankekind, Östergötland |       | 58.352858, 15.900733 | 10040302760001 | Ladda upp en bild av detta fornminne |
| Bankekind 277:1              | Stensättning                     |              | Bankekind, Östergötland |       | 58.352175, 15.900872 | 10040302770001 | Ladda upp en bild av detta fornminne |
| Bankekind 281:1              | Stensättning                     |              | Bankekind, Östergötland |       | 58.332363, 15.828763 | 10040302810001 | Ladda upp en bild av detta fornminne |
| Bankekind 281:2              | Stensättning                     |              | Bankekind, Östergötland |       | 58.332222, 15.828730 | 10040302810002 | Ladda upp en bild av detta fornminne |
| Bankekind 282:1              | Stensättning                     |              | Bankekind, Östergötland |       | 58.337483, 15.805297 | 10040302820001 | Ladda upp en bild av detta fornminne |
| Bankekind 298:1              | Stensättning                     |              | Bankekind, Östergötland |       | 58.352967, 15.873900 | 10040302980001 | Ladda upp en bild av detta fornminne |
| Bankekind 306:1              | Stensättning                     |              | Bankekind, Östergötland |       | 58.405450, 15.783385 | 10040303060001 | Ladda upp en bild av detta fornminne |
| Bankekind 306:2              | Stensättning                     |              | Bankekind, Östergötland |       | 58.405418, 15.783963 | 10040303060002 | Ladda upp en bild av detta fornminne |
| Bankekind 311:1              | Stensättning                     |              | Bankekind, Östergötland |       | 58.398240, 15.803992 | 10040303110001 | Ladda upp en bild av detta fornminne |
| Bankekind 314:1              | Stensättning                     |              | Bankekind, Östergötland |       | 58.382835, 15.821707 | 10040303140001 | Ladda upp en bild av detta fornminne |
| Bankekind 314:2              | Stensättning                     |              | Bankekind, Östergötland |       | 58.382695, 15.821925 | 10040303140002 | Ladda upp en bild av detta fornminne |
| Bankekind 314:3              | Stensättning                     |              | Bankekind, Östergötland |       | 58.382612, 15.822171 | 10040303140003 | Ladda upp en bild av detta fornminne |
| Bankekind 314:4              | Stensättning                     |              | Bankekind, Östergötland |       | 58.382722, 15.822307 | 10040303140004 | Ladda upp en bild av detta fornminne |
| Bankekind 317:1              | Stensättning                     |              | Bankekind, Östergötland |       | 58.376692, 15.797568 | 10040303170001 | Ladda upp en bild av detta fornminne |
| Bankekind 317:2              | Stenkrets                        |              | Bankekind, Östergötland |       | 58.376306, 15.797565 | 10040303170002 | Ladda upp en bild av detta fornminne |
| Bankekind 317:3              | Stenkrets                        |              | Bankekind, Östergötland |       | 58.376207, 15.797694 | 10040303170003 | Ladda upp en bild av detta fornminne |
| Bankekind 318:1              | Stensättning                     |              | Bankekind, Östergötland |       | 58.373041, 15.782947 | 10040303180001 | Ladda upp en bild av detta fornminne |
| Bankekind 320:1              | Stensättning                     |              | Bankekind, Östergötland |       | 58.369672, 15.801821 | 10040303200001 | Ladda upp en bild av detta fornminne |
| Bankekind 323:1              | Stensättning                     |              | Bankekind, Östergötland |       | 58.334208, 15.797617 | 10040303230001 | Ladda upp en bild av detta fornminne |
| Bankekind 323:2              | Grav markerad av sten/block      |              | Bankekind, Östergötland |       | 58.334475, 15.797343 | 10040303230002 | Ladda upp en bild av detta fornminne |
| Bankekind 324:1              | Stensättning                     |              | Bankekind, Östergötland |       | 58.331640, 15.801214 | 10040303240001 | Ladda upp en bild av detta fornminne |
| Bankekind 324:2              | Stensättning                     |              | Bankekind, Östergötland |       | 58.331454, 15.801708 | 10040303240002 | Ladda upp en bild av detta fornminne |
| Bankekind 332:1              | Stensättning                     |              | Bankekind, Östergötland |       | 58.350517, 15.882523 | 10040303320001 | Ladda upp en bild av detta fornminne |
| Bankekind 333:1              | Stensättning                     |              | Bankekind, Östergötland |       | 58.375225, 15.804895 | 10040303330001 | Ladda upp en bild av detta fornminne |
| Bankekind 348                | Stensättning                     |              | Bankekind, Östergötland |       | 58.354945, 15.901540 | 12000000023737 | Ladda upp en bild av detta fornminne |
| Bankekind 350                | Stensättning                     |              | Bankekind, Östergötland |       | 58.354827, 15.902551 | 12000000023749 | Ladda upp en bild av detta fornminne |
| Bankekind 351                | Stensättning                     |              | Bankekind, Östergötland |       | 58.354828, 15.902551 | 12000000023751 | Ladda upp en bild av detta fornminne |
| Bankekind 354                | Husgrund, förhistorisk/medeltida |              | Bankekind, Östergötland |       | 58.354173, 15.904155 | 12000000027388 | Ladda upp en bild av detta fornminne |
| Bankekind 355                | Husgrund, förhistorisk/medeltida |              | Bankekind, Östergötland |       | 58.354255, 15.903416 | 12000000027389 | Ladda upp en bild av detta fornminne |
| Bankekind 363                | Stensättning                     |              | Bankekind, Östergötland |       | 58.367431, 15.820949 | 12000000125673 | Ladda upp en bild av detta fornminne |
| Bankekind 367                | Stensättning                     |              | Bankekind, Östergötland |       | 58.378485, 15.790493 | 12000000125677 | Ladda upp en bild av detta fornminne |
| Bankekind 375                | Stensättning                     |              | Bankekind, Östergötland |       | 58.347316, 15.839019 | 12000000133996 | Ladda upp en bild av detta fornminne |